# Paschoal Senise
Paschoal Ernesto Américo Senise (São Paulo, 19 de agosto de 1917 – 21 de julho de 2011) foi um químico, pesquisador e professor universitário brasileiro. 
Grande oficial da Ordem Nacional do Mérito Científico, membro titular da Academia Brasileira de Ciências, Paschoal foi aluno da primeira turma do curso de química da antiga Faculdade de Filosofia, Ciências e Letras da Universidade de São Paulo (USP) e primeiro diretor do Instituto de Química da mesma universidade. É considerado como um dos principais responsáveis pela regulamentação da pós-graduação na USP.

## Biografia
Paschoal nasceu na capital paulista em 1917. Era filho de Giovanni Senise, um industrial, e de Maria Amália Luisa Falci, professora. Tinha uma irmã e um irmão e a família morava na Alameda Jaú. Cursou o antigo primário e o secundário no Colégio Dante Alighieri, onde se destacou como um dos melhores alunos.
Desde pequeno, Paschoal sonhava em cursar medicina. Tinha o apoio do tio, Tommaso Senise, docente da Universidade de Nápoles Federico II, na Itália, que incentivava o sobrinho e admirava seu empenho na escola. Considerando-se pouco preparado para cursar medicina, Paschoal se candidatou a uma vaga no recém-criado curso de química da Universidade de São Paulo, acreditando que um ano de química seria útil na sua futura formação em medicina.
Ingressou na primeira turma do curso de química em 1935, aos 18 anos e gostou tanto do curso que desistiu de medicina. Em sua formação foi bastante influenciado pelo químico alemão Heinrich Rheinboldt, que foi seu orientador. Paschoal se licenciou em 1937. Em 1942 defendeu o doutorado, orientado por Rheinboldt e em 1956 defendeu tese de livre-docência, com o título de professor titular da universidade em 1965.

## Carreira
Rheinboldt o convidou para ser seu assistente, primeiro como extranumerário e depois como assistente adjunto. Em 1938, começou seu doutorado, com apenas 21 anos. Sua docência começou com a disciplina de química analítica que se tornaria sua preferida. Em 1950 viajou para Baton Rouge, na Universidade do Estado da Luisiana, onde ficou por dois anos, estagiando no pós-doutorado.
Paschoal foi vice-presidente da Academia Brasileira de Ciências (1965-1981), membro (1957-1971) e vice-presidente (1960-1963) do Conselho Federal de Química e participou de várias sociedades científicas nacionais e internacionais. Foi membro do Conselho Universitário da USP (1968-1987), onde exerceu por 17 anos a Coordenação da Câmara de Pós-Graduação (equivalente à atual Pró-Reitoria), tendo sido um dos principais responsáveis pela implantação da pós-graduação na USP.
Senise fez parte também do Conselho Deliberativo do Conselho Nacional de Desenvolvimento Científico e Tecnológico (CNPq) (1968-1980). Recebeu a comenda da Ordem do Rio Branco, outorgada pelo Ministério das Relações Exteriores, em 1976, e a Grã-Cruz da Ordem Nacional do Mérito Científico da Presidência da República, em 1994. Ganhou as medalhas Jubileu de Prata da Sociedade Brasileira para o Progresso da Ciência (1973) e a Simão Mathias da Sociedade Brasileira de Química (1997), além dos prêmios Heinrich Rheinboldt (1969), Moinho Santista/Bunge (1981) e Anísio Teixeira (1991). Era professor honorário do Instituto de Estudos Avançados da USP desde 1997 e pesquisador emérito do CNPq (2004).

## Morte
Paschoal estava internado para tratar de uma pneumonia e morreu em 21 de julho de 2011, em São Paulo, aos 93 anos. O velório e cerimonia de cremação ocorreram no Cemitério e Crematório Horto da Paz, em Itapecerica da Serra.